# Richard Friedrich Johannes Pfeiffer
Richard Friedrich Johannes Pfeiffer FRS (27 de març de 1858 – 15 de setembre de 1945) va ser un metge i bacteriòleg alemany
Pfeiffer és recordat pels seus molts fonamentals descobriments en immunologia i bacteriologia, particularment pelfenomen de la bacteriolisi. l'any 1894 va descobrir que bacteris vius del còlera es poden injectar sense tenir efecte en conillets d'indi prèviament immunitzats davant el còlera i que el plasma sanguini d'aquests animals afegits a bacteris vius del còlera causaven als bacteris immobilitat i la lisi. Va anomenar a ixò baceriolisi i s'anomena Fenomen Pfeiffer o fenomen Isayev-Pfeiffer.
Treballant amb Robert Koch a Berlin va concebre el concepte de l'endotoxina.
Pfeiffer va ser un pioner en la vacunació tifoide.
l'any 1892 aïllà el que ell creia que era l'agent causant del grip més tard anomenat Haemophilus influenzae.
L'any 1896 aïllà micrococcus catarrhalis que causen laringitis. M catarrhalis també causa bronquitis, i pneumònia i ocasionalment causa la meningitis.
Richard Pfeiffer també inventà una tinció universal per preparacions en histologia.

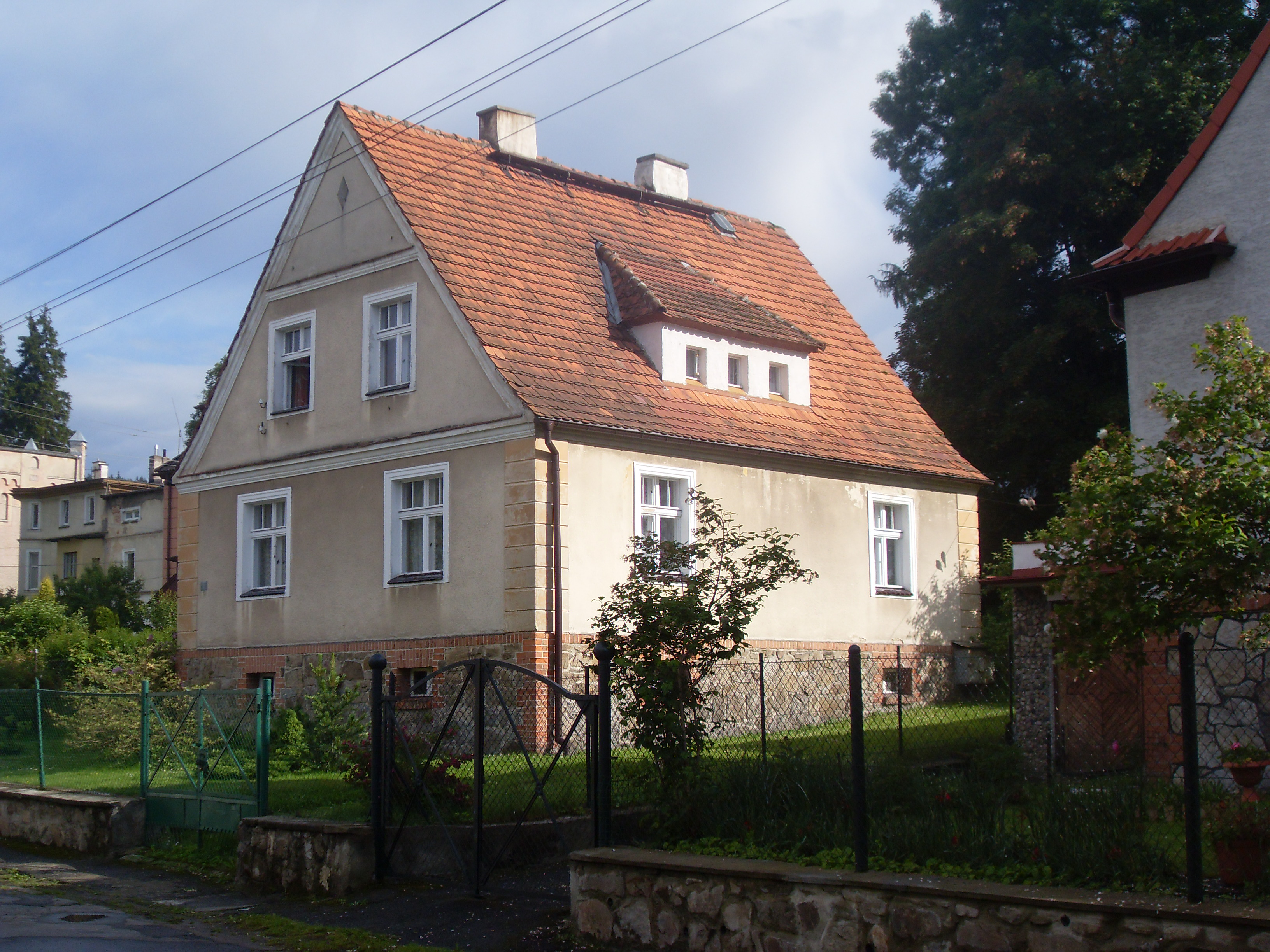
Casa de R.Pfeiffer", "Heimatsonne" a Lądek Zdroj (Bad Landeck), Konopnickiej 5 street
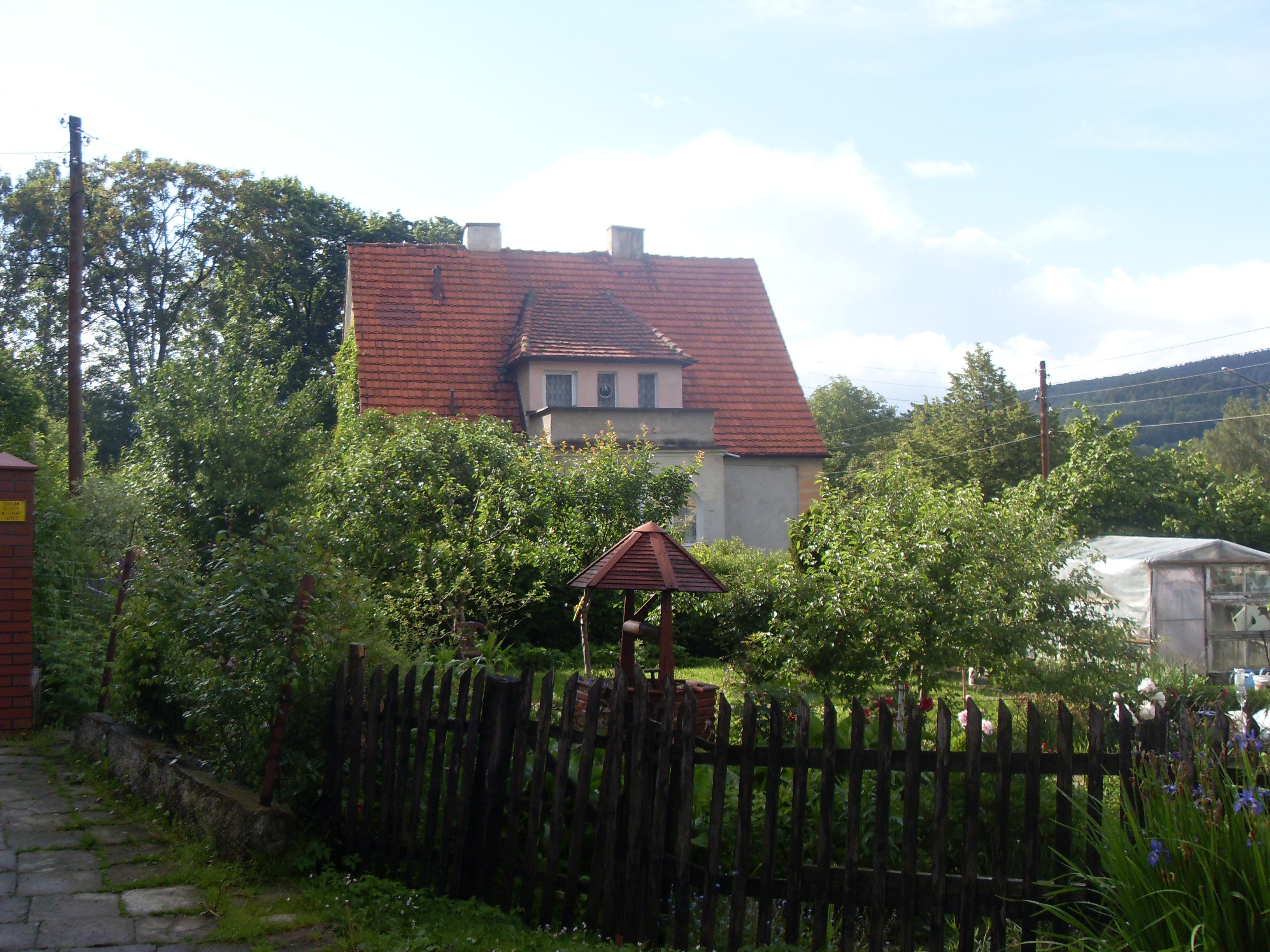
Casa de R.Pfeiffer","Heimatsonne" a Lądek Zdroj (Bad Landeck), Konopnickiej 5 street